# Беар-Рівер 6
Беар-Рівер 6 (англ. Bear River 6) — індіанська резервація в Канаді, у провінції Нова Шотландія, у межах графства Дігбі.

## Населення
За даними перепису 2016 року, індіанська резервація нараховувала 138 осіб, показавши зростання на 35,3%, порівняно з 2011-м роком. Середня густина населення становила 40,6 осіб/км².
З офіційних мов обидвома одночасно володіли 5 жителів, тільки англійською — 130.
Працездатне населення становило 68,4% усього населення, рівень безробіття — 30,8%.

## Клімат
Середня річна температура становить 6,5°C, середня максимальна – 22,4°C, а середня мінімальна – -11°C. Середня річна кількість опадів – 1 347 мм.
| Клімат поселення                              | Клімат поселення | Клімат поселення | Клімат поселення | Клімат поселення | Клімат поселення | Клімат поселення | Клімат поселення | Клімат поселення | Клімат поселення | Клімат поселення | Клімат поселення | Клімат поселення | Клімат поселення |
| Показник                                      | Січ.             | Лют.             | Бер.             | Квіт.            | Трав.            | Черв.            | Лип.             | Серп.            | Вер.             | Жовт.            | Лист.            | Груд.            |                  |
| Середній максимум, °C                         | −0,12            | 0,18             | 4,56             | 10,03            | 15,80            | 20,69            | 22,36            | 21,88            | 17,64            | 12,34            | 7,54             | 1,49             |                  |
| Середня температура, °C                       | −5,57            | −5,26            | −0,9             | 4,58             | 10,37            | 15,23            | 18,37            | 17,88            | 13,67            | 8,36             | 3,56             | −2,49            |                  |
| Середній мінімум, °C                          | −11,04           | −10,72           | −6,33            | −0,89            | 4,91             | 9,77             | 14,39            | 13,90            | 9,67             | 4,37             | −0,42            | −6,49            |                  |
| Норма опадів, мм                              | 142              | 107              | 121              | 109              | 101              | 94               | 87               | 82               | 110              | 112              | 139              | 143              |                  |
| Середньомісячна швидкість вітру, м/с          | 4.22             | 4.23             | 4.28             | 4.17             | 3.78             | 3.55             | 3.13             | 3.08             | 3.44             | 3.89             | 4.10             | 4.28             |                  |
| Середньомісячна сонячна радіація, кДж/м²·день | 4955             | 8078             | 12010            | 15308            | 18332            | 20443            | 20279            | 18021            | 13723            | 8865             | 5202             | 3948             |                  |
| --------------------------------------------- | ---------------- | ---------------- | ---------------- | ---------------- | ---------------- | ---------------- | ---------------- | ---------------- | ---------------- | ---------------- | ---------------- | ---------------- | ---------------- |
| Джерело:                                      |                  |                  |                  |                  |                  |                  |                  |                  |                  |                  |                  |                  |                  |